# Dicoelothorax parviceps
Dicoelothorax parviceps är en stekelart som beskrevs av Peter Cameron 1913.
Dicoelothorax parviceps ingår i släktet Dicoelothorax och familjen Eucharitidae. Artens utbredningsområde är Colombia och Guyana. Inga underarter finns listade i Catalogue of Life.

## Bildgalleri

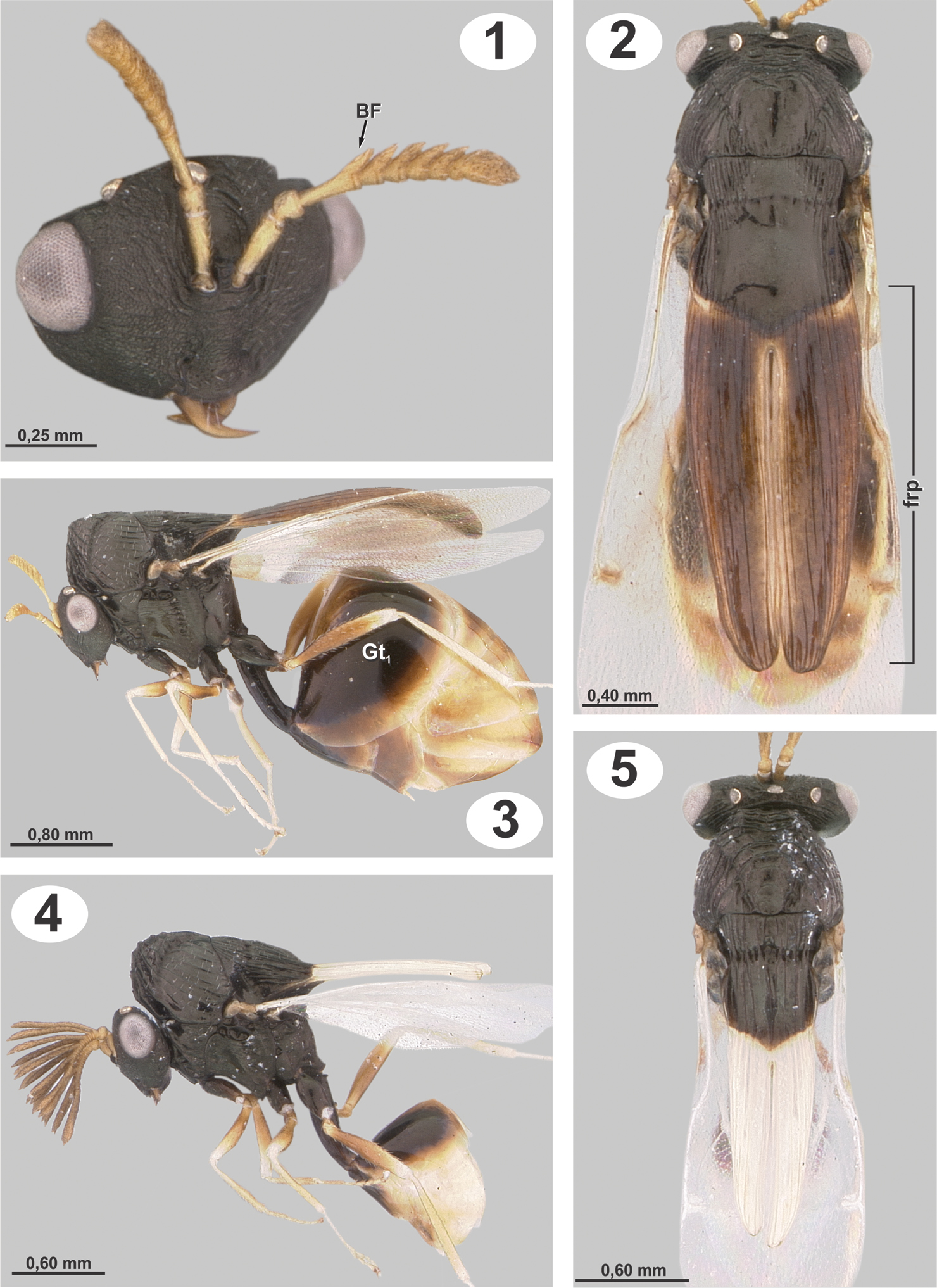